# Lianjiang
Lianjiang (廉江市S) è una città-contea della Cina, situata nella provincia del Guangdong e amministrata dalla prefettura di Zhanjiang.